# Aeroporto di Londra Stansted
L'aeroporto di Londra Stansted, in inglese London Stansted Airport (IATA: STN, ICAO: EGSS), è un vasto aeroporto passeggeri dotato di una singola pista e centro del traffico delle maggiori compagnie europee di voli low-cost. Si trova vicino Stansted Mountfitchet nel distretto dell'Uttlesford della contea inglese dell'Essex, a circa 68 km di distanza da Londra. È il quarto aeroporto per densità di traffico del Regno Unito ed il terzo nell'area londinese dopo Heathrow e Gatwick. Nel 2018 ha avuto un traffico di poco meno di 28 milioni di passeggeri. Diverse compagnie aeree, in particolare low-cost, hanno la loro base operativa all'aeroporto di Stansted. Quella con più destinazioni in partenza da Stansted è Ryanair.
Sul suo sito ufficiale, Stansted vanta di avere "più voli programmati per destinazioni europee di ogni altro aeroporto".
L'aeroporto è l'hub della compagnia aerea cargo CargoLogicAir.

## Storia
L'aeroporto di Stansted fu costruito nel 1942 dall'Esercito statunitense come base per bombardieri. La base ebbe un ruolo strategico in particolare durante lo Sbarco in Normandia.
Dopo la guerra la base non era più necessaria e venne ceduta al Ministero dell'aviazione nel 1947. L'esercito statunitense ritornò nel 1954 per estendere la pista in vista di un futuro passaggio alla NATO che non fu mai realizzato e l'aeroporto fu ceduto definitivamente alla British Airports Authority (Autorità Britannica per gli Aeroporti, BAA) nel 1966.
Inizialmente l'aeroporto fu utilizzato da operatori charter che intendevano evitare gli alti costi di utilizzo degli aeroporti di Heathrow e Gatwick. Nel 1966 finì sotto il controllo della BAA, che insieme al governo britannico decise di farne il terzo aeroporto londinese, al fine di alleggerire il traffico degli aeroporti di Heathrow e Gatwick. Nel 1969 fu realizzata la prima struttura del terminal e l'anno successivo venne espansa per far fronte al crescente numero di passeggeri.
Nel 1984 il governo britannico approvò un piano per espandere ulteriormente Stansted e portare la sua capacità a 15 milioni di passeggeri all'anno. La costruzione del terminal attuale iniziò nel 1986 per essere completata nel 1991, l'edificio fu progettato dall'architetto di fama mondiale Norman Foster.

## Struttura
L'aeroporto di Stansted ha un solo terminal. Ha tre punti d'imbarco, uno collegato al terminal tramite un ponte pedonale gli altri due da un people mover. L'edificio del terminal è stato progettato dalla Foster Associates ed è caratterizzato da un tetto "galleggiante" sostenuto da una struttura a tralicci a piramide invertita. Il pilastro alla base di ogni traliccio contiene condotti di aria condizionata, cavi elettrici e delle telecomunicazioni e tubi dell'acqua. La conformazione dell'edificio è studiata in modo che un flusso continuo di persone possa transitarvi in entrambe le direzioni senza ostruzioni.

### Trasporti
Stansted è dotato di una stazione ferroviaria che si trova sotto l'edificio del terminal, da cui ogni 30 minuti vi è un collegamento con la stazione Liverpool Street di Londra; il servizio è chiamato Stansted Express, impiega 45 minuti e il biglietto di sola andata in classe standard costa circa 20 sterline . Esistono anche altri treni con frequenza minore per Cambridge e le Midlands. A seconda del tragitto, spesso il collegamento ferroviario con Londra è più costoso di un biglietto aereo low-cost, riducendone la convenienza rispetto agli aeroporti più centrali di Heathrow e Gatwick.
Vicino al terminal c'è anche una stazione degli autobus, con corse per Londra, Cambridge e Oxford che costano tra le 8 e le 12 sterline (9-14 euro). L'azienda Terravision opera un servizio low-cost di collegamento autobus tra l'aeroporto di Stansted e il centro di Londra (Victoria Station e Liverpool Street) e tra l'aeroporto e Stratford.
Stansted è collegato a Londra e Cambridge tramite l'autostrada M11 (circa 1 ora di auto, in taxi la corsa costa intorno alle 90£).

## Flusso passeggeri
Di seguito viene riportata una tabella che riassume il flusso passeggeri dell'aeroscalo:
|      | Numero di passeggeri | +/-    | Numero di spostamenti | Cargo (tonnellate) |
| ---- | -------------------- | ------ | --------------------- | ------------------ |
| 2000 | 11.878.190           | –      | 165.779               | 167.823            |
| 2001 | 13.665.333           | 15%    | 169.583               | 165.660            |
| 2002 | 16.054.522           | 17,5%  | 170.544               | 184.449            |
| 2003 | 18.722.112           | 16,6%  | 186.475               | 198.565            |
| 2004 | 20.910.842           | 11,7%  | 192.245               | 225.772            |
| 2005 | 21.998.673           | 5,2%   | 193.511               | 237.045            |
| 2006 | 23.687.013           | 7,7%   | 206.693               | 224.312            |
| 2007 | 23.779.697           | 0,4%   | 208.462               | 203.747            |
| 2008 | 22.360.364           | 6%     | 193.282               | 197.738            |
| 2009 | 19.957.077           | 10,7%  | 167.817               | 182.810            |
| 2010 | 18.573.592           | 6,9%   | 155.140               | 202.238            |
| 2011 | 18.052.843           | 2,8%   | 148.317               | 202.593            |
| 2012 | 17.472.699           | 3,2%   | 143.511               | 214.160            |
| 2013 | 17.852.393           | 2,2%   | 146.324               | 211.925            |
| 2014 | 19.958.047           | 11,8%  | 145.002               | 204.725            |
| 2015 | 22.513.443           | 12,8%  | 155.913               | 207.996            |
| 2016 | 24.318.395           | 8,0%   | 164.473               | 223.203            |
| 2017 | 25.902.618           | 6,5%   | 172.201               | 236.892            |
| 2018 | 27.995.121           | 8,0%   | 184.485               | 226.128            |
| 2019 | 28.124.292           | 0,4%   | 183.514               | 224.139            |
| 2020 | 7.539.689            | 73,0%  | 73.476                | 254.753            |
| 2021 | 7.148.200            | 5,2%   | 77.648                | 263.631            |
| 2022 | 23.290.097           | 225,8% | 159.531               | 243.153            |
| 2023 | 27.951.291           | 20,0%  | 179.135               | 251.864            |
| 2024 | 29.694.316           | 6,2%   | 187.926               | 294.355            |

## Nella cultura di massa
Una scena del famoso film Shining di Stanley Kubrick, nella quale il personaggio di Dick Hallorann parla al telefono nel terminal di un aeroporto, fu girata a Stansted.